# Prasonica olivacea
Prasonica olivacea är en spindelart som beskrevs av Embrik Strand 1906. Prasonica olivacea ingår i släktet Prasonica och familjen hjulspindlar.
Artens utbredningsområde är Etiopien. Inga underarter finns listade i Catalogue of Life.